# 14976 Josefčapek
14976 Josefčapek è un asteroide della fascia principale. Scoperto nel 1997, presenta un'orbita caratterizzata da un semiasse maggiore pari a 3,1254437 UA e da un'eccentricità di 0,1566583, inclinata di 4,69953° rispetto all'eclittica.